# Białorzytka czarnosterna
Białorzytka czarnosterna (Oenanthe melanura) – gatunek małego ptaka z rodziny muchołówkowatych (Muscicapidae). Występuje na Bliskim Wschodzie, w części saharyjskiej Afryki oraz na Półwyspie Somalijskim. Nie jest zagrożony wyginięciem.

## Taksonomia
Po raz pierwszy formalnie gatunek opisał Coenraad Jacob Temminck w 1824 na podstawie holotypu z Półwyspu Synaj. Nowemu gatunkowi nadał nazwę Saxicola melanura. Obecnie (2022) Międzynarodowy Komitet Ornitologiczny (IOC) umieszcza gatunek w rodzaju Oenanthe; wyróżnia 6 podgatunków. Wśród przedstawicieli podgatunku O. m. ultima występuje duża zmienność osobnicza, możliwe że nie jest to podgatunek odrębny od O. m. airensis.

## Podgatunki i zasięg występowania
IOC wyróżnia następujące podgatunki:
- O. m. melanura (Temminck, 1824) – skrajnie południowa Syria (dolina rzeki Jarmuk), wschodni i południowy Izrael, Jordania oraz skrajnie północno-wschodni Egipt (Synaj) na południe po północno-zachodni, środkowy i południowy Półwysep Arabski[4]
- O. m. neumanni (Ripley, 1952) – południowo-zachodnia Arabia Saudyjska, zachodni i południowy Jemen oraz południowo-zachodni Oman[4]
- O. m. lypura (Hemprich & Ehrenberg, 1833) – wschodnio-centralny i wschodni Sudan (na wschód od Kordofanu), południowo-wschodni Egipt (Gebel Elba) na południe po Erytreę oraz północną i wschodnio-centralną Etiopię
- O. m. aussae (Thesiger & Meynell, 1934) – skrajnie północno-wschodnia Etiopia, Dżibuti oraz północna Somalia[4]
- O. m. airensis (Hartert, 1921) – północny Niger (wyżyna Aïr) na wschód po środkowy Sudan, prawdopodobnie również południowo-zachodni Egipt (Dżabal al-Uwajnat)[4]
- O. m. ultima (Bates, 1933) – wschodnie Mali i zachodni Niger, prawdopodobnie również północno-wschodnia Burkina Faso[4]

Po raz pierwszy białorzytkę czarnosterną stwierdzono w Burkinie Faso w sierpniu 2011 we wschodnich rubieżach kraju, nieopodal granicy z Nigrem. Gatunek odnotowany również w Zjednoczonych Emiratach Arabskich (pierwsze stwierdzenie – kwiecień 1997). W październiku 2004 miało miejsce pierwsze stwierdzenie dla Turcji; dwa osobniki obserwowano u wybrzeży Tygrysu w prowincji Batman.

## Morfologia
Długość ciała wynosi 14–16 cm, masa ciała 14–15 g. Długość skrzydła u samców 81–89 mm, u samic 76–84 mm (dla przedstawicieli O. m. airensis odpowiednio 78–82 i 74–77 mm), długość ogona u samców 57–65 mm, u samic 54–59 mm (dla przedstawicieli O. m. airensis odpowiednio 57–58 i 53–55 mm), długość skoku 24,4–35,6 mm dla samców, 21,8–23,9 mm u samic, długość dzioba (do nasady w czaszce) 15,8–18,4 mm u samców i 16,1–17,6 mm u samic.
Nie występuje dymorfizm płciowy w upierzeniu. Wierzch ciała białorzytek czarnosternych jest szary (popielaty), spód nieco jaśniejszy. Lotki ciemnobrązowe z jasnoszarymi krawędziami chorągiewek zewnętrznych. Skrzydełko czarne. Charakterystyczne dla tych ptaków są całkowicie czarne sterówki. Tęczówka ciemnobrązowa. Dziób i nogi czarne. Reprezentanci poszczególnych podgatunków różnią się odcieniami poszczególnych partii ciała.

## Ekologia i zachowanie
Środowiskiem życia białorzytek czarnosternych są głównie suche lub półpustynne wzgórza, także obrzeża piaszczystych pustyń ze skalnymi wychodniami, polami zastygłej lawy, wąwozami, rumowiskami skalnymi, wadi i suchymi korytami rzek. Przeważnie w ich środowisku życia występuje rozproszona roślinność, w szczególności akacje, tamaryszki i kolczaste krzewy. Niekiedy białorzytki czarnosterne pojawiają się na obrzeżach siedlisk ludzkich. W skład pieśni białorzytek czarnosternych wchodzą 2–3 dosyć czyste, głębokie fletowe sylaby, z akcentem na pierwszą, powtarzane w odstępie 4–5 s. Poszczególne jej części mogą służyć jako głos kontaktowy.

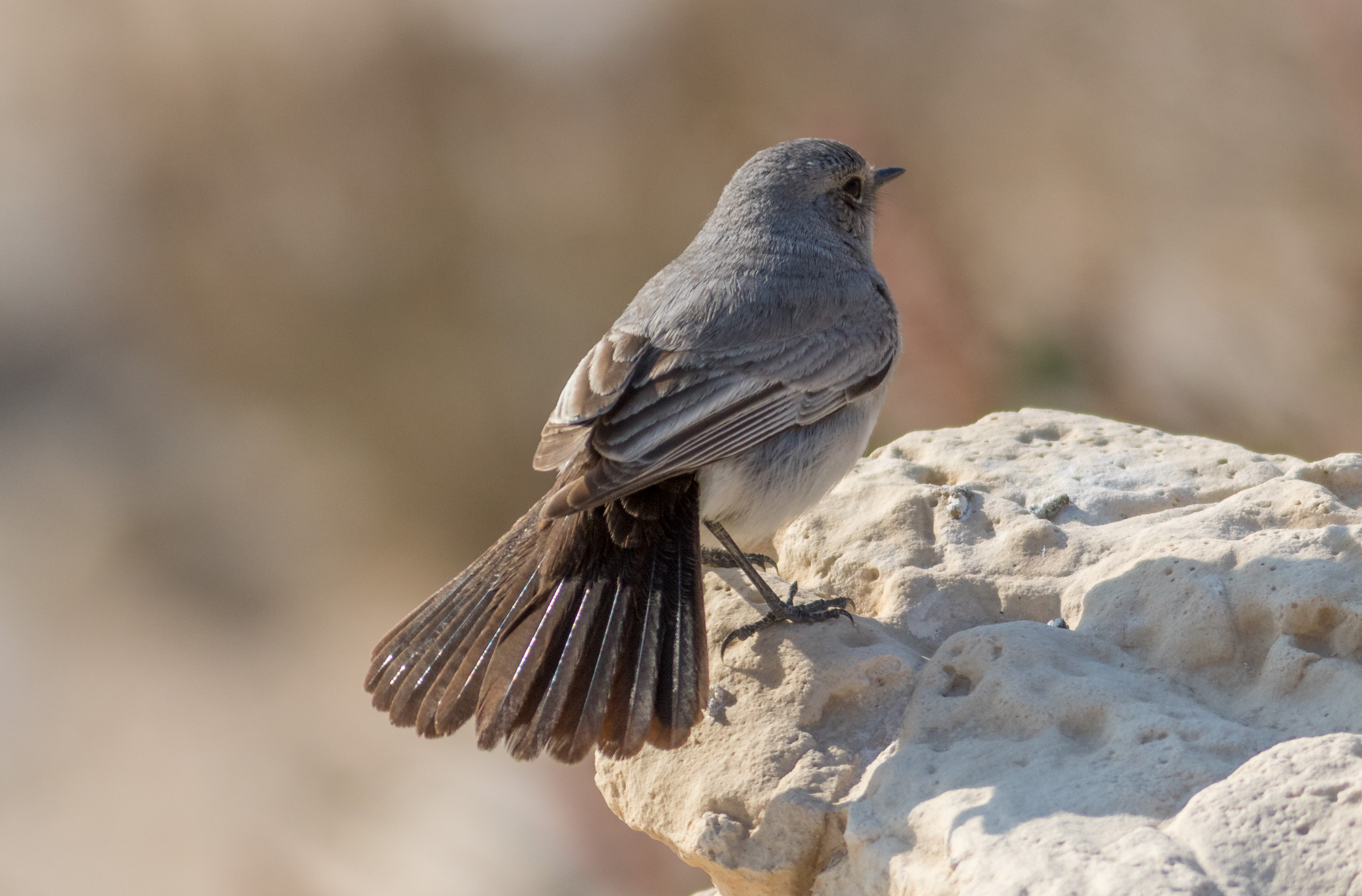
Białorzytki czarnosterne często rozpościerają swoje ogony

Podczas lądowania czy zmiany pozycji siedzenia nierzadko rozkładają ogon i skrzydła, charakterystyczne dla tych ptaków jest także kiwanie ogonem. Są to ptaki niepłochliwe. Dużo czasu spędzają na ziemi. Poza sezonem lęgowym spotykane głównie samotnie albo w parach. Są terytorialne i agresywne. Poza sezonem lęgowym mogą dołączać do żerujących grup pokrzewek z rodzaju Curruca, głównie aksamitnych (C. melanocephala) i piegży (C. curruca). Pożywienie białorzytek czarnosternych stanowią głównie niewielkie bezkręgowce, ich larwy oraz owoce (figi, jagody Lycium shawii).

### Lęgi
W części Izraela okres lęgowy trwa od marca do czerwca, w centralnym Półwyspie Arabskim od lutego (podgatunek nominatywny) lub od czerwca do sierpnia (O. m. neumanni), w Etiopii od lutego do kwietnia, w Somalii od maja do czerwca (być może od marca), w Omanie od lutego do września. Samce terytorialne, często śpiewają i gonią samicę. Agresywnie przeganiają rywali, rozkładając przy tym ogon. W budowie gniazda uczestniczą obydwa ptaki z pary; składają się na nie suche trawy, liście, włókna roślinne oraz sierść, niekiedy również skrawki materiału. Gniazdo jest płytkie, umieszczone do 2 m nad ziemią. U jego wejścia ptaki mogą układać kamyki. Niekiedy odnotowywano ich setki, zbierają je wyłącznie samice. Prawdopodobnie „dywany” z kamyków pełnią funkcję ostrzegawczą – usiłujący wtargnąć na teren gniazda drapieżnik (w badaniu głównie kolcomysz, Acomys) musi oczyścić sobie drogę z kamieni, co ostrzega samicę, która ma czas na ucieczkę i nie zostanie zaskoczona na gnieździe. Zniesienie liczy 3–4 jaja. Inkubacja trwa 13–14 dni. Młodymi opiekują się obydwa ptaki z pary; opierzają się w pełni po 13–15 dniach życia. U niektórych populacji w Izraelu oraz u O. m. neumanni w południowej części Półwyspu Arabskiego pary wyprowadzają dwa lęgi w sezonie.

## Status
IUCN uznaje białorzytkę czarnosterną za gatunek najmniejszej troski (LC, Least Concern) nieprzerwanie od 1988 (stan w 2021). Liczebność światowej populacji nie została oszacowana, ale ptak ten opisywany jest jako pospolity, a na pustynnych obszarach w Izraelu bardzo pospolity. Ze względu na brak dowodów na spadki liczebności bądź istotne zagrożenia dla gatunku, BirdLife International ocenia trend liczebności populacji jako stabilny.